# Piano de Cauda de Manuel Inocêncio Liberato dos Santos

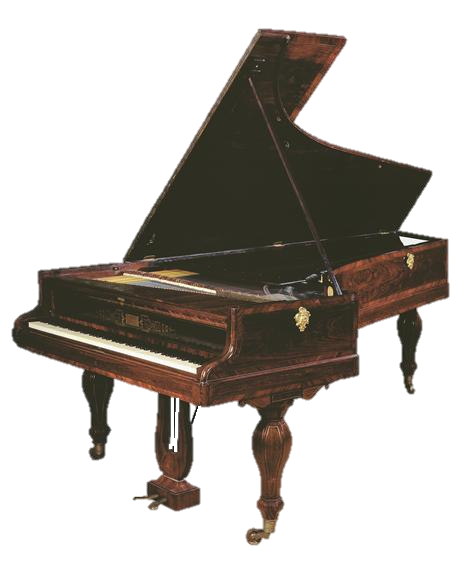
O piano, hoje no Museu Nacional da Música.

Este piano, fabricado pela Boisselot & Fils, em Marselha, em 1844, é um cordofone de teclas de cordas percutidas. Tem um corpo em pau-santo, decorado com incrustações de filetes em madeira clara, e um tampo harmónico em madeira de abeto; na parte inferior da tampa, existe um segundo tampo harmónico em jacarandá de modo a enriquecer o som do instrumento. Possui, ainda, uma estante central, com duas laterais mais pequenas, com fechos metálicos decorativos e dourados, e tem três pés torneados e com rodas. O teclado é em marfim e ébano. Inicialmente, tinha uma placa identificativa do construtor, bem como o número de série 2022.
Em Julho de 1844, o pianista húngaro Franz Liszt começou uma digressão no sul de França, que continuou para Espanha e Portugal, no início de 1845. Louis-Constantin Boisselot e os seus pianos acompanharam Liszt pela sua digressão na Península Ibérica. Houve problemas na fronteira portuguesa devido aos elevados custos de importação do piano de cauda, que apenas foram resolvidos com a intervenção do Embaixador Austríaco e do ministro da Fazenda português (João Gualberto de Oliveira, Barão do Tojal). Ficou estabelecido por decreto especial que todo o objecto necessário a Liszt no reino poderia ser importado e exportado a custo zero.
Em Lisboa, Liszt tocou para a Rainha D. Maria II, na presença de altos dignitários e mecenas. Foi uma ocasião histórica, uma vez que terá sido o primeiro piano de cauda que Lisboa alguma vez viu e ouviu. A Rainha, em seguida, concedeu-lhe o grau de Cavaleiro da Ordem de Cristo e ofereceu-lhe uma caixa de rapé em ouro incrustada com diamantes. No final da digressão, o piano de cauda Boisselot foi ofertado à Rainha. D. Maria doou-o a Manuel Inocêncio Liberato dos Santos, professor de música dos Infantes.
Encontra-se, actualmente, no Museu Nacional da Música.